# Дорофеев, Константин Сергеевич
Константи́н Серге́евич Дорофе́ев (род. 17 августа 2005, Краснодар) — российский футболист, нападающий клуба «Краснодар», выступающий на правах аренды за «Атырау».

## Клубная карьера
Родился в Краснодаре.
Воспитанник краснодарской «Академии футбола». В период с лета по октябрь 2021 года выступал за академию «Чертаново». В октябре 2021 года вернулся в «Академию футбола».
В начале 2023 года присоединился к любительскому клубу «Пионер», выступающему в чемпионате Краснодарского края.
7 июля 2023 года подписал контракт с клубом «Краснодар». 
20 июля 2024 года в матче Второй лиги (дивизион «А») против липецкого «Металлурга» дебютировал в профессиональном футболе за «Краснодар-2».
В составе «Краснодара» стал бронзовым призёром Молодёжной футбольной лиги в сезоне 2024.
27 февраля 2025 года на правах аренды присоединился к казахстанскому клубу «Туран». 2 марта 2025 года в матче против «Окжетпеса» дебютировал в чемпионате Казахстана.
23 июня 2025 года был арендован клубом «Атырау».

## Карьера в сборной
В сентябре 2024 года был вызван в сборную России (до 21 года), за которую провёл 4 матча и забил 2 гола.

## Статистика выступлений
| Выступление      | Выступление       | Выступление      | Лига | Лига | Кубки | Кубки | Итого | Итого |
| Клуб             | Лига              | Сезон            | Игры | Голы | Игры  | Голы  | Игры  | Голы  |
| ---------------- | ----------------- | ---------------- | ---- | ---- | ----- | ----- | ----- | ----- |
| → Краснодар-2    | Вторая лига («А») | 2024/25          | 16   | 3    | —     | —     | 16    | 3     |
| → Краснодар-2    | Итого             | Итого            | 16   | 3    | —     | —     | 16    | 3     |
| → Туран          | КПЛ               | 2025             | 12   | 1    | 2     | 0     | 14    | 1     |
| → Туран          | Итого             | Итого            | 12   | 1    | 2     | 0     | 14    | 1     |
| → Атырау         | КПЛ               | 2025             | 6    | 2    | 0     | 0     | 6     | 2     |
| → Атырау         | Итого             | Итого            | 6    | 2    | 0     | 0     | 6     | 2     |
| Всего за карьеру | Всего за карьеру  | Всего за карьеру | 34   | 6    | 2     | 0     | 36    | 6     |

## Достижения
«Краснодар»
- Бронзовый призёр Молодёжной футбольной лиги: 2024
- Итого : 1 трофей